# Acianthera odontotepala
Acianthera odontotepala är en orkidéart som först beskrevs av Heinrich Gustav Reichenbach, och fick sitt nu gällande namn av Carlyle August Luer. Acianthera odontotepala ingår i släktet Acianthera och familjen orkidéer. Inga underarter finns listade i Catalogue of Life.